# Полдарк (телесериал, 2015)
«По́лдарк» (англ. Poldark) — британский исторический сериал, премьера которого состоялась 8 марта 2015 года на телеканале BBC One. В основе сюжета лежит одноимённая серия книг писателя Уинстона Грэма, адаптированная сценаристом Дебби Хорсфилд. Предыдущая экранизация первых семи романов транслировалась на BBC One в 1975—77 годах.

## Сюжет
Конец XVIII века. Великобритания. Росс Полдарк возвращается с проигранной войны за американские колонии на родину, в свои медные рудники в Корнуолле, после трёх лет, отданных армии, чтобы избежать наказания за занятия контрабандой. Вернувшись с войны, он узнаёт, что его отец скончался, а давняя возлюбленная Элизабет помолвлена с его кузеном Фрэнсисом.
Росс Полдарк спасает от избиения девочку-подростка Демельзу и нанимает её кухаркой. В это же время он пытается помочь обнищавшим жителям деревни воскресить старую отцовскую шахту, контроль над которой жаждет получить его беспринципный соперник Джордж Уорлегган. Элизабет выходит замуж за Фрэнсиса. Росс женится на Демельзе, а через несколько лет начинаются революционные события в соседней Франции. Ещё через несколько лет Великобритания, в числе прочих европейских держав, вынуждена вступить в новую войну — с Францией.
Пытаясь восстановить шахту, Росс сталкивается со множеством трудностей. Это в первую очередь конфликты с семьёй кузена, примирение с которым омрачается его гибелью в шахте Росса. Попытки найти в шахте обещанную медную жилу оканчиваются рядом неудач, обвалом и гибелью шахтёров. Всё это вынуждает Росса восстановить былые связи с контрабандистами, вступить в конфликт с законом, и он начинает постепенно опускаться на дно социального общества. Неутихающая любовь Росса к Элизабет разрушает его супружеские отношения с Демельзой. В тот момент, когда практически все оставшиеся близкие люди отворачиваются от Росса и он от отчаяния снова решает пойти в армию, чтобы отправиться на уже идущую войну с Францией, судьба вдруг неожиданно начинает улыбаться ему, и в почти закрытой шахте обнаруживается вначале олово, а затем и медь...

## Эпизоды
| Сезон | Сезон | Эпизоды | Оригинальная дата показа | Оригинальная дата показа | Зрители Великобритании (миллионы) | Зрители Великобритании (миллионы) |
| Сезон | Сезон | Эпизоды | Премьера сезона          | Финал сезона             | Зрители Великобритании (миллионы) | Зрители Великобритании (миллионы) |
| ----- | ----- | ------- | ------------------------ | ------------------------ | --------------------------------- | --------------------------------- |
|       | 1     | 8       | 8 марта 2015             | 26 апреля 2015           | 8,11                              |                                   |
|       | 2     | 10      | 4 сентября 2016          | 6 ноября 2016            | 6,94                              |                                   |
|       | 3     | 9       | 11 июня 2017             | 6 августа 2017           | 6,68                              |                                   |
|       | 4     | 8       | 10 июня 2018             | 29 июля 2018             | 6,11                              |                                   |
|       | 5     | 8       | 14 июля 2019             | 26 августа 2019          | 5,50                              |                                   |

## В ролях

### Основной состав
- Эйдан Тёрнер — капитан Росс Полдарк
- Элеонор Томлинсон — Демельза Полдарк (урожд. Карн)
- Руби Бенталл — Верити Блейми (урожд. Полдарк)
- Кэролайн Блэкистон — Агата Полдарк (сезоны 1—3, гость сезон 4)
- Фил Дэвис — Джуд Пэйнтер (сезоны 1—2)
- Бети Эдни — Пруди Пэйнтер
- Джек Фартинг — Джордж Уорлегган
- Люк Норрис — доктор Дуайт Энис
- Хейда Рид — Элизабет Уорлегган (ранее Полдарк, урожд. Чайновет) (сезоны 1—4, гость сезон 5)
- Кайл Соллер — Фрэнсис Полдарк (сезоны 1—2, гость сезон 4)
- Пип Торренс — Кэри Уорлегган
- Уоррен Кларк — Чарльз Полдарк (сезон 1)
- Габриэлла Уайлд — Кэролайн Энис (урожд. Пенвенен) (сезоны 2—5)
- Джон Неттлз — Рэй Пенвенен (сезоны 2—3)
- Кристиан Брассингтон — преподобный Осборн Уитворт (сезоны 3—4)
- Эллис Чаппел — Морвенна Карн (ранее Уитворт, урожд. Чайновет) (сезоны 3—5)
- Шон Гилдер — Толли Трегёрлс (сезоны 3—4)
- Гарри Ричардсон — Дрейк Карн (сезоны 3—5)
- Джош Уайтхаус — Хью Армитидж (сезоны 3—4)
- Том Йорк — Сэм Карн (сезоны 3—5)
- Тим Даттон — Джозеф Мерсетон (сезон 5)
- Керри Маклин — Китти Деспард (сезон 5)
- Винсент Риган — полковник Нед Деспард (сезон 5)
- Питер Салливан — Ральф Хэнсон (сезон 5)
- Тристан Старрок — капитан Заки Мартин (периодически сезоны 1—4, регулярно сезон 5)

### Второстепенный состав
- Робин Эллис — преподобный доктор Холс
- Ричард Хоуп — Харрис Паско
- Эд Браунинг — Пол Дэниел
- Джон Холлингворт — капитан Уильям Хэншо (сезоны 1—3)
- Рори Уилтон — Ричард Тонкин (сезоны 1—2)
- Ричард Харрингтон — капитан Эндрю Блейми (сезоны 1—3)
- Грейси О’Брайен — Джинни Картер (сезоны 1—2)
- Эмма Спургин Хасси — миссис Мартин (сезоны 1—2)
- Мэтью Уилсон — Марк Дэниел (сезоны 1—2)
- Салли Декстер — миссис Чайновет (сезоны 1—2)
- Генри Гарретт — капитан Макнил (сезоны 1—2)
- Марк Фрост — Том Карн (сезоны 1—3)
- Кристал Леати — Маргарет Воспер (сезоны 1—2)
- Патрик Райкарт — сэр Хью Бодруган (сезоны 1—2)
- Майкл Калкин — Хорас Тренеглос (сезоны 1—2)
- Джейсон Торп — Мэтью Сэнсон (сезон 1)
- Роберт Доус — доктор Чоук (сезон 1—4)
- Александр Арнольд — Джим Картер (сезон 1)
- Сабрина Бартлетт — Керен Дэниел (урожд. Смит) (сезон 1)
- Харриет Баллард — Рут Тренеглос (урожд. Тиг) (сезон 1)
- Мэри Вудвайн — миссис Тиг (сезон 1)
- Дэниел Кук — Джон Тренеглос (сезон 1)
- Джейсон Скуибб — преподобный Оджерс (сезоны 1, 3—4)
- Себастьян Арместо — Танкард (сезон 2)
- Хью Скиннер — лорд Анвин Тревонанс (сезон 2)
- Росс Грин — Чарли Кемпторн (сезон 2)
- Амелия Кларксон — Розина Карн (урожд. Хоблин) (сезоны 2, 4—5)
- Джон Макнил — Джека Хоблин (сезоны 2, 4—5)
- Льюис Пик — Тед Каркик (сезон 2)
- Роуз Рейнольдс — Бетти Каркик (сезон 2)
- Александр Моррис — капитан Джеймс Блейми (сезон 2)
- Изабелла Пэррисс — Эстер Блейми (сезон 2)
- Турло Конвери — Том Харри (сезоны 2—4)
- Ричард Маккейб — мистер Тренкром (сезоны 2—3)
- Гарри Маркус — Джеффри Чарльз Полдарк (сезон 3)
- Джон Хопкинс[англ.] — сэр Фрэнсис Бассет (сезоны 3—4)
- Джеймс Уилби — лорд Фалмут (сезоны 3—4)
- Сиара Чартерис — Эмма Трегёрлс (сезон 3—4)
- Эсме Кой — Ровелла Солуэй (урожд. Чайновет) (сезон 3—4)
- Уилл Меррик — Артур Солуэй (сезон 3—4)
- Луис Дэвидсон — Джеффри Чарльз Полдарк (сезон 4)
- Эдвард Беннет — премьер-министр Уильям Питт (сезон 4)
- Джек Риддифорд — Яго Мартин (сезон 4)
- Робин Маккалум — Джастис Трехерн (сезон 4)
- Эмили Патрик — Белинда (сезон 4)
- Майк Бернсайд — Натаниэль Пирс (сезон 4)
- Корнелиус Бут — сэр Кристофер Хокинс (сезон 4)
- Дэнни Киррейн — Гарри (сезон 4)
- Джош Тейлор — виконт Боллингтон (сезон 4)
- Софи Симнетт — Андромеда Пейдж (сезон 4)
- Чарли Филд — Джон Крейвен (сезон 4)
- Адриан Лукис — сэр Джон Митфорд (сезон 4)
- Ричард Дурден — доктор Ансельм (сезон 4)
- Макс Беннет — Монк Эддерли (сезон 4)
- Ребекка Фронт — леди Уитворт (сезон 4, гость сезон 5)
- Фредди Уайз — Джеффри Чарльз Полдарк (сезон 5)
- Лили Додсворт-Эванс — Сесилия Хэнсон (сезон 5)
- София Оксенхэм — Тесс Треджиден (сезон 5)
- Энтони Калф — Уильям Уикхем (сезон 5)
- Вуди Норман — Валентин Уорлегган (сезон 5)
- Уэнсдей Гиббонс — Клоуэнс Полдарк (сезон 5)
- Оскар Новак — Джереми Полдарк (сезон 5)
- Эндрю Гауэр — Джеймс Хэдфилд (сезон 5)
- Эойн Линч — Джон Макнамара (сезон 5)
- Питер Форбс — Томас Эрскин (сезон 5)
- Норман Боуман — Джеймс Баннантин (сезон 5)
- Саймон Уильямс — лорд-судья Кеньон (сезон 5)
- Саймон Торп — доктор Пенроуз (сезон 5)
- Александр Перкинс — Стоун (сезон 5)
- Сэм Крейн — сэр Спенсер Персиваль (сезон 5)
- Уильям Себаг-Монтефиоре — старшина прясяжных (сезон 5)
- Ричард Диксон — лорд Элленборо (сезон 5)
- Дэн О’Киф — Колдбат, охранник тюрьмы (сезон 5)
- Дон Галлахер — викарий (сезон 5)
- Захари Фолл — Лорент (сезон 5)
- Нико Рогнер — генерал Жюль Туссен (сезон 5)

## Производство
Сериал стал одним из последних заказов бывшего главы BBC One Дэнни Коэна. Съёмки начались в апреле 2014 года в Корнуолле и Бристоле. Продюсерской компанией является Mammoth Screen.
Среди мест съёмок присутствует побережье Сент-Агнес в северном Корнуолле, которое изображает долину Нампара, и шахта «Боталлак» близ Сент-Джаст в Первите, которую использовали как «Уил-Лежер», шахту, которую пытается восстановить Росс Полдарк. Пляж Чёрч-Коув в Гануолло на полуострове Лизард был использован для съёмки сцен кораблекрушения. Сцены в городе были сняты в Коршэме в Уилтшире. Подземные съёмки проходили на шахте «Полдарк» (переименованной в честь романов Уинстона Грэма) в Корнуолле. Некоторые интерьерные сцены были сняты в колледже Прайор-Парк в Бате в Сомерсете.
Первый восьмисерийный сезон основан на первых двух романах серии. 8 апреля 2015 года был заказан второй сезон из десяти серий, который адаптировал третий и четвёртый романы. Премьера второго сезона состоялась 4 сентября 2016 года. 6 июля 2016 года до старта второго сезона было объявлено о начале производства третьего сезона, основанного на пятом и половине шестого романа. Премьера 9-серийного третьего сезона состоялась 11 июня 2017 года. Сериал был продлён на четвёртый сезон с премьерой летом 2018 года; премьера состоялась 10 июня 2018 года. В мае 2018 года до премьеры четвёртого сезона сериал был продлён на пятый сезон. Пятый и заключительный сезон выходил на экраны с 14 июля по 26 августа 2019 года.